# Lithuanian International 2011
Die Lithuanian International 2011 im Badminton fanden vom 9. bis zum 12. Juni in Kaunas in der Sporthalle Kaunas, in der Perkūno al. 5 statt. Der Referee war Pencho Stoynov aus Bulgarien. Das Preisgeld betrug 5000 US-Dollar und das Turnier wurde damit in das Level 4B des BWF-Wertungssystems eingeordnet.

## Sieger und Platzierte
| Disziplin    | Gold                               | Silber                                     | Bronze                                   |
| ------------ | ---------------------------------- | ------------------------------------------ | ---------------------------------------- |
| Herreneinzel | Kęstutis Navickas                  | Scott Evans                                | Iztok Utroša                             |
| Herreneinzel | Kęstutis Navickas                  | Scott Evans                                | Raul Must                                |
| Dameneinzel  | Chloe Magee                        | Ragna Ingólfsdóttir                        | Jeanine Cicognini                        |
| Dameneinzel  | Chloe Magee                        | Ragna Ingólfsdóttir                        | Karin Schnaase                           |
| Herrendoppel | Łukasz Moreń Wojciech Szkudlarczyk | Sam Magee Tony Stephenson                  | Nikolaj Nikolaenko Nikolaj Ukk           |
| Herrendoppel | Łukasz Moreń Wojciech Szkudlarczyk | Sam Magee Tony Stephenson                  | Gennadiy Natarov Artem Pochtarev         |
| Damendoppel  | Anna Kobceva Elena Prus            | Mariya Ulitina Natalya Voytsekh            | Anastasiia Akchurina Anastasia Nazarchuk |
| Damendoppel  | Anna Kobceva Elena Prus            | Mariya Ulitina Natalya Voytsekh            | Agnieszka Wojtkowska Aneta Wojtkowska    |
| Mixed        | Sam Magee Chloe Magee              | Wojciech Szkudlarczyk Agnieszka Wojtkowska | Aliaksei Konakh Alesia Zaitsava          |
| Mixed        | Sam Magee Chloe Magee              | Wojciech Szkudlarczyk Agnieszka Wojtkowska | Maciej Poulakowski Aneta Wojtkowska      |

## Finalergebnisse
| Disziplin    | Sieger                             | Finalist                                   | Ergebnis          |
| ------------ | ---------------------------------- | ------------------------------------------ | ----------------- |
| Herreneinzel | Kęstutis Navickas                  | Scott Evans                                | 21:17 12:21 21:11 |
| Dameneinzel  | Chloe Magee                        | Ragna Ingólfsdóttir                        | 21:11 23:21       |
| Herrendoppel | Łukasz Moreń Wojciech Szkudlarczyk | Sam Magee Tony Stephenson                  | 21:12 24:22       |
| Damendoppel  | Anna Kobceva Elena Prus            | Mariya Ulitina Natalya Voytsekh            | 21:12 21:19       |
| Mixed        | Sam Magee Chloe Magee              | Wojciech Szkudlarczyk Agnieszka Wojtkowska | 21:9 15:21 21:19  |